# La ilustre fregona
La ilustre fregona es una de las Novelas ejemplares de Miguel de Cervantes. La obra trata sobre dos jóvenes de buena familia, Carriazo y Avendaño, que deciden lanzarse a la vida picaresca. En un mesón de Toledo, Avendaño se enamora de Costanza, una fregona o sirvienta, lo que hará que los dos jóvenes decidan detener allí su viaje. Finalmente, se descubrirá que Costanza es de noble nacimiento, hija natural del padre de Carriazo, por lo que nada impedirá su boda con Avendaño.

## Argumento
La historia empieza en Burgos, donde dos nobles, Diego de Carriazo y Juan de Avendaño, tienen dos hijos de la misma edad, bautizados, respectivamente, con los nombres de Diego y Tomás. Diego, el hijo, decide emprender una aventura "traído de una inclinación picaresca" y "solamente por gusto y antojo". En estos ambientes se observa que era un "niño de casa buena". Cuando el niño se cansa, se disfraza de caballero y vuelve a casa fascinado por este tipo de vida. Convence a su amigo Tomás de Avendaño para que lo acompañe en este tipo de vida. Mediante la excusa de que quieren ir a estudiar a Salamanca, engañan a sus padres, así como, en Valladolid, al encargado de educarlos que les habían asignado. Así se produce la transformación de caballeros en pícaros.
Cuando deciden seguir con la aventura, escuchan una conversación de dos mozos en la que describen a una mujer llamada "La ilustre fregona". Esto causa curiosidad en Avendaño, que convence a Carriazo para que lo acompañe a la Posada del Sevillano
, en Toledo, ciudad picaresca. Consiguen introducirse gracias a un engaño: dicen que están esperando a unos caballeros de Burgos.
La primera noche, les sorprende una canción dedicada a Costanza, que cantada el hijo del corregidor, y Avendaño siente celos de él. A Carriazo le hubiera gustado seguir el camino hacia los almadrabas, pero cómo Avendaño le insiste en quedarse por Costanza, terminan quedándose. Además aprovechan para trabajar: Avendaño dando la cebada y la paja al ganado y Carriazo como aguador. Avendaño pasa a llamarse Tomás Pedro, y Carriazo, Lope Asturiano. Carriazo, trabajando como aguador en la ciudad de Toledo, se enfrenta con otro aguador y es encarcelado. Después de muchos días, sale de la prisión (gracias también a los artificios de Tomás) y se traslada a otra puesta, ya que la Arguello, una doncella de la posada, se le había declarado. A través del diálogo de los dos mozos, se muestra que lo que Tomás siente por Costanza es amor honesto. En el episodio "¡Daca la cola!", Lope Asturiano decide ir a comprar un asno para poder seguir con su oficio, pero lo pierde jugando a las cartas. Él dice que ha perdido todo menos la cola, que no había apostado. Este engaño le sirve para que intenten ganarla jugando, lo que permite que Lope acabe ganándolo todo, hasta el dinero. Después de este episodio picaresco, demuestra que es muy espabilado y que es todo un caballero, puesto que lo devuelve todo. Pero a la larga, este hecho lo llevará por segunda vez a la prisión.
El corregidor está arriba en la posada y quiere conocer a Costanza. Pregunta por su origen, porque también queda deslumbrado por su belleza, y así el narrador nos intercala una historia a través del humor. Una mujer vestida de peregrina, dio a luz en la posada. Dejó junto a su hija, Costanza, un trozo de cadena y un trozo de pergamino que alguien tenía que venir a buscar y que el huésped todavía estaba esperando. El corregidor dice que lo avise y se lleva estos objetos. El día siguiente llegan seis caballeros, entre los cuales se encuentran los respectivos padres de Avendaño y Carriazo. Al ver esto, Tomás se dirige a Costanza y le dice que pregunte a uno de estos hombres para justificar toda su anterior declaración. Entonces resulta que el corregidor, que es el que tiene la cadena y el pergamino, es primo de Avendaño y amigo de Carriazo, que tiene el otro trozo de cadena y el otro trozo de pergamino. Los juntan, coinciden y  pueden leer: "Esta es la señal verdadera". Se averigua así que Carriazo es el padre de Costanza. Este es el intríngulis de la historia: Carriazo padre violó a la madre (aquella peregrina, una mujer muy honesta) y la dejó embarazada (de Costanza). Cuando murió la madre, la criada explicó toda la historia a Carriazo, que vino en busca de su hija. Además, Carriazo y Avendaño descubren a sus hijos transformados en trabajadores.

## Personajes

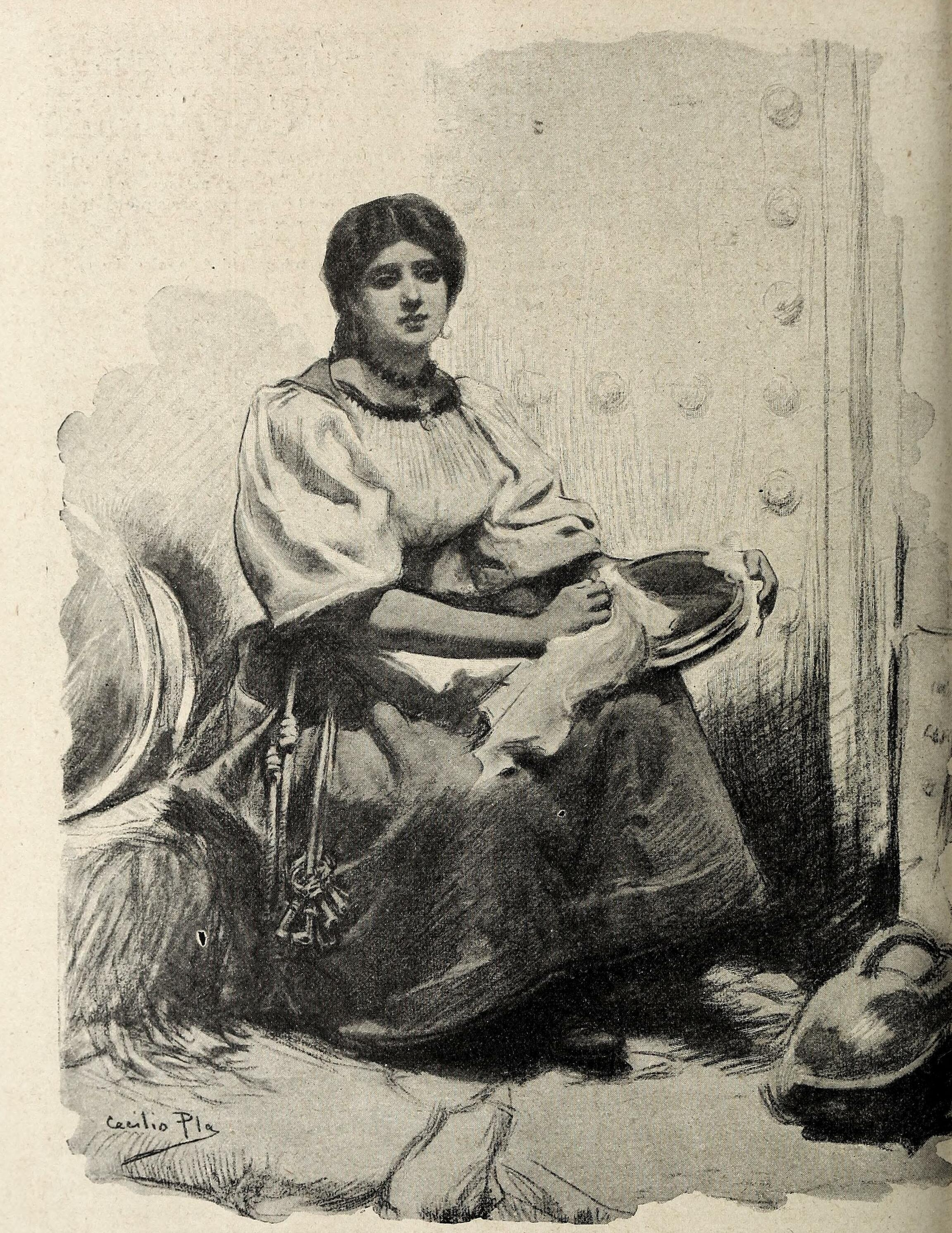
Ilustración de Cecilio Pla para la revista Blanco y Negro (1898) dedicada a La ilustre fregona, correspondiente a una serie de dibujos del artista en dicha revista titulada «Creaciones femeninas».

- Don Diego de Carriazo: padre de Carriazo y, como al final descubrimos, padre de Costanza, la fregona.
- Don Juan de Avendaño: padre de Avendaño
- Carriazo / Lope Asturiano:: un muchacho de clase alta que prefiere, sin embargo, la vida "picaresca".
- Avendaño / Tomás Pedro: el amigo de Carriazo que viaja con él a vivir la vida "picaresca". Se enamora de la ilustre fregona, Costanza.
- Costanza / la fregona: la mujer más divina, perfecta y bella. Todos los hombres están enamorados de ella. Vive en la posada quince años porque su madre la abandonó. Es famosa en toda España y la llaman "la ilustre fregona"
- Pedro Alonso: el tutor o "ayo" que acompaña los chicos a Salamanca. Los chicos lo abandonan antes de llegar a Salamanca.
- El Huésped: es el mesonero de la posada donde vive la fregona Costanza.
- El hijo del Corregidor / "don Periquito": está enamorado, también, de Costanza. Le canta por la noche. Es el "competidor" de Tomás.
- El Corregidor: Tiene un oficio legal o político en la ciudad, donde actúa como un alcalde o juez. El huésped le cuenta toda la historia de cómo Costanza llegó a vivir con él quince años.
- Argüello y la Gallega: dos mujeres que viven y trabajan en la posada. Ambas son de clase baja, chistosas y enamoradas de Carriazo y Tomás.
- Barrabás: otro personaje cómico que está en la posada de la clase baja.